# Metapelma
Metapelma ist die einzige Gattung der Hautflüglerfamilie Metapelmatidae. Die Gattung wurde  1835 von dem englischen Entomologen John Obadiah Westwood erstbeschrieben. Die Typusart ist Metapelma spectabile Westwood, 1835. Der tschechische Entomologe Zdeněk Bouček
führte 1988 die Unterfamilie Metapelmatinae innerhalb der Eupelmidae ein. Burks et al. (2022) führten aufgrund molekularbiologischer und morphologischer Studienergebnisse eine Revision der Pteromalidae und verwandter Erzwespenfamilien durch. In deren Rahmen wurde die Unterfamilie Metapelmatinae aus der Familie Eupelmidae ausgegliedert und in den Rang einer Familie erhoben.

## Merkmale
Burks et al. (2022) beschreiben die Familie Metapelmatidae anhand folgender morphologischer Eigenschaften. Die Fühler weisen 11 Geißelglieder auf. Diese Anzahl beinhaltet 3 Keulenglieder (Tarsomere). Die Augen sind ventral divergierend. Der Clypeus besitzt einen abrupt endenden apikalen Rand. Das Labrum ist annähernd quadratisch und freigelegt. Die Mandibeln besitzen einen ventralen Zahn und einen dorsalen schwach ausgeprägten Stumpf oder sie besitzen 3 Zähne. Die subforaminale Brücke ist mit postgenaler Brücke und trennt die sekundären hinteren Tentorialgruben vom Hypostoma. Die hypostomale Carina ist konvergent. Die Axilla ist quer gerichtet, ungefähr medial gelegen. Das Mesoscutellum besitzt ein gerundetes hinteres Ende. Eine axillulare Furche oder Carina ist vorhanden. Ein Frenum fehlt. Das Acropleuron ist vergrößert, konvex und polsterartig. Es bedeckt einen Großteil der mesopleuralen Bereich, ist aber von den Metacoxae durch das Mesepimeron und Metapleuron getrennt. Alle Beine besitzen 5 Tarsenglieder (Tarsomere). Der protibiale Sporn ist kräftig und gebogen. Der basitarsale Kamm ist längs gerichtet. Ein ventral membranöser Bereich vor dem mesocoxalen Anhang fehlt. Der metatibiale Sporn ist kräftig. Die Mesotarsen weisen eine Reihe anteroventraler Zähnchen auf. Das Metasoma der Weibchen besitzt getrennte metasomale Tergite Mt8 und Mt9. Ein Syntergum ist nicht vorhanden.

## Verbreitung
Die Gattung ist weltweit verbreitet. Es gibt fossile Funde aus dem frühen Eozän in baltischem Bernstein.

## Lebensweise
Die Vertreter der Gattung Metapelma sind parasitisch lebende Hautflügler. Zu den Wirten der Gattung Metapelma gehören holzbohrende Käferlarven, darunter Bockkäfer, Borkenkäfer, Nagekäfer, Prachtkäfer und Rüsselkäfer.

## Innere Systematik
Der Gattung Metapelma sind folgende Arten zugeordnet:
- Metapelma albisquamulata Enderlein, 1912 – Philippinen, Sri Lanka, Thailand
- Metapelma angustipes Ferriere, 1938 – Südafrika
- Metapelma archetypon† Gibson, 2009
- Metapelma bachi Girault, 1922 – Australien
- Metapelma beijingense Yang, 1996 – China
- Metapelma berlandi Ferriere, 1938 – Bioko
- Metapelma compressipes Cameron, 1909 – Indien, Malaysia
- Metapelma cubense Ashmead, 1900 – Kuba
- Metapelma elegantulum Ferriere, 1938 – Südafrika
- Metapelma feae Masi, 1923 – Kongo, Gabun
- Metapelma giraulti Ferriere, 1938 – Australien
- Metapelma gloriosum Westwood, 1874 – Philippinen
- Metapelma goethei Girault, 1928 – Australien
- Metapelma kokkaricum Narendran & Abhilash, 2013 – Indien
- Metapelma ledouxi Risbec, 1953 – Elfenbeinküste
- Metapelma leucoptera Risbec, 1958 – Simbabwe
- Metapelma madecassa Ferriere, 1938 – Madagaskar
- Metapelma mesandamana Mani & Kaul, 1973 – Andamanen und Nikobaren
- Metapelma mirabile Brues, 1906 – Südafrika
- Metapelma nobile (Foerster, 1860) – Europa, Kaukasus, Kanarische Inseln
- Metapelma obscuratum Westwood, 1874 – Indien, Thailand
- Metapelma pacificum Nikolskaya, 1952 – Primorje
- Metapelma palauense Yoshimoto & Ishii, 1965 – Palau
- Metapelma patrizii Masi, 1923 – Kenia
- Metapelma periyaricum Narendran & Mohana, 2013 – Indien
- Metapelma riparia Prinsloo, 1985 – Namibia
- Metapelma ruficauda Ferriere, 1938 – Südafrika
- Metapelma rufimanum Westwood, 1874 – Malaysia, Philippinen
- Metapelma salomonis Ferriere, 1938 – Papua-Neuguinea, Salomonen
- Metapelma schwarzi (Ashmead, 1890) – USA
- Metapelma spectabile Westwood, 1835 – Argentinien, Russland, USA
- Metapelma strychnocola Mani & Kaul, 1973 – Indien
- Metapelma sylvaticum Risbec, 1953 – Elfenbeinküste
- Metapelma taprobanae Westwood, 1874 – Indien, Sri Lanke
- Metapelma tenuicrus Gahan, 1925 – Philippinen
- Metapelma turneri Ferriere, 1938 – Südafrika
- Metapelma westwoodi Girault, 1915 – Australien, Papua-Neuguinea
- Metapelma zhangi Yang, 1996 – China